# KM. Chanda
KM. Chanda (* 16. August 2001 in Delhi) ist eine indische Leichtathletin, die sich auf den Mittelstreckenlauf spezialisiert hat.

## Sportliche Laufbahn
Erste internationale Erfahrungen sammelte KM. Chanda im Jahr 2019, als sie bei den Südasienspielen in Kathmandu in 4:34,51 min die Silbermedaille im 1500-Meter-Lauf hinter der Sri-Lankerin U. K. Nilani Rathnayaka gewann. 2022 siegte sie in 2:03,46 min bzw. 4:24,44 min über 800 und 1500 Meter beim Qosanov Memorial und im Jahr darauf gewann sie bei den Asienmeisterschaften in Bangkok in 2:01,58 min die Silbermedaille im 800-Meter-Lauf hinter der Sri-Lankerin Tharushi Karunarathna. Im Oktober belegte sie bei den Asienspielen in Hangzhou in 2:05,69 min den siebten Platz. 2025 belegte sie bei den World University Games in Bochum in 2:02,00 min den achten Platz über 800 Meter und verpasste mit 4:20,84 min den Finaleinzug über 1500 Meter.
In den Jahren von 2022 bis 2024 wurde KM. Chanda indische Meisterin im 800-Meter-Lauf sowie 2022 auch über 1500 Meter.

## Persönliche Bestleistungen
- 800 Meter: 2:00,82 min, 11. Februar 2025 in Dehradun
- 1500 Meter: 4:09,39 min, 16. Juni 2023 in Bhubaneswar
- 3000 Meter: 9:42,71 min, 4. November 2019 in Mangalagiri